# Дрогобычина (музей)
Музей «Дрогобычина» (укр. Музей «Дрогобиччина» или Дрогобычский краеведческий музей) — краеведческий музей в городе Дрогобыче Львовской области.

## История
Создан в мае 1940 года как областной историко-краеведческий музей Дрогобычской области. Сперва под музей был отдан дом повитового (районного) совета, сооруженный в 1894 (где сейчас расположен исторический отдел музея).
В мае 1941 года экспозиции отделов природы и искусства приняли первых посетителей.
С присоединением в мае 1959 г. территории Дрогобычской области к Львовской — продолжает действовать как областной краеведческий музей.
В основу фондов музея легли коллекции графа Лянцкоронского, Хировской иезуитской школы, а также часть собрания бывшего музея в Самборе.
Ныне музей «Дрогобыччина» имеет шесть отделов, экспозиции развернуты в 28 залах, размещённых в пяти помещениях.
Количество экспонатов постоянно растет, и основной фонд составляет около пятидесяти тысяч единиц хранения: ценные произведения живописи, графики, скульптуры, прикладного искусства, археологические и этнографические материалы, документы, фотографии, изделия дрогобычских ремесленников, орудия труда, предметы быта. Среди экспонатов есть уникальные настенные росписи XVII ст., средневековые иконы, старопечатные книги, коллекция итальянской майолики XV—XVII вв. и китайского фарфора и фаянса XVI—XIX ст., образцы портретной живописи и т. д.
В 2001 году художественная музейная коллекция пополнилась рисунками (стенопись) писателя и художника Бруно Шульца, который родился и жил в Дрогобыче.
В 2005 году музей получил одно из красивейших архитектурных сооружений города, в котором обустроен Дворец искусств. Здесь проходят полномасштабные художественные выставки, открыты постоянно действующие экспозиции.
Интересным в музее является отдел памятников деревянной архитектуры, в который входят: Воздвиженская церковь (1613) и одна из старейших церквей на Украине церковь святого Юра, которая 2013 году была внесена в список объектов Всемирного наследия ЮНЕСКО в составе объекта «Деревянные церкви Карпатского региона в Польше и Украине».